# 前137年
| 千纪： | 前1千纪 |
| 世纪： | 前3世纪 \| 前2世纪 \| 前1世纪                                                                                         |
| 年代： | 前160年代 \| 前150年代 \| 前140年代 \| 前130年代 \| 前120年代 \| 前110年代 \| 前100年代                               |
| 年份： | 前142年 \| 前141年 \| 前140年 \| 前139年 \| 前138年 \| 前137年 \| 前136年 \| 前135年 \| 前134年 \| 前133年 \| 前132年 |
| 纪年： | 西汉建元四年 |

## 大事记
- 中国
  - 第一代南越国君主赵佗去世，其位由次孙赵眜继承，成为第二代南越国君主，号称“南越文帝”。

## 逝世
- 赵佗，南越国的建立者，第一代南越国君主。